# José Manuel López
José Manuel López, auch bekannt unter dem Spitznamen El Pituko bzw. El Pituco (dt. Der Snob), ist ein ehemaliger mexikanischer Fußballspieler auf der Position eines Verteidigers. 

## Leben
López spielte über weite Strecken der 1980er Jahre für die beiden in Mexikos zweitgrößter Stadt Guadalajara beheimateten Stadtrivalen Atlas Guadalajara und Deportivo Guadalajara. Mit dem letztgenannten Verein gewann er in der Saison 1986/87 den Meistertitel der Primera División.